# Dieurostus dussumieri
Genre
Espèce
Synonymes
- Eurostus dussumieri Duméril, Bibron & Duméril, 1854
- Enhydris dussumieri (Duméril, Bibron & Duméril, 1854)
- Hypsirhina malabarica Werner, 1913

Statut de conservation UICN

 LC  : Préoccupation mineure
Dieurostus dussumieri, unique représentant du genre Dieurostus, est une espèce de serpents de la famille des Homalopsidae.

## Répartition
Cette se rencontre au Kerala en Inde et au Bangladesh. 

## Étymologie
Cette espèce est nommée en l'honneur de Jean-Jacques Dussumier.

## Publications originales
- Berg, 1901 : Herpetological Notes. Comunicaciones del Museo Nacional de Buenos Aires, vol. 1, no 8, p. 289-291 (texte intégral).
- Duméril, Bibron & Duméril, 1854 : Erpétologie générale ou histoire naturelle complète des reptiles. Tome septième. Deuxième partie, p. 781-1536 (texte intégral).